# Menceyato di Adeje

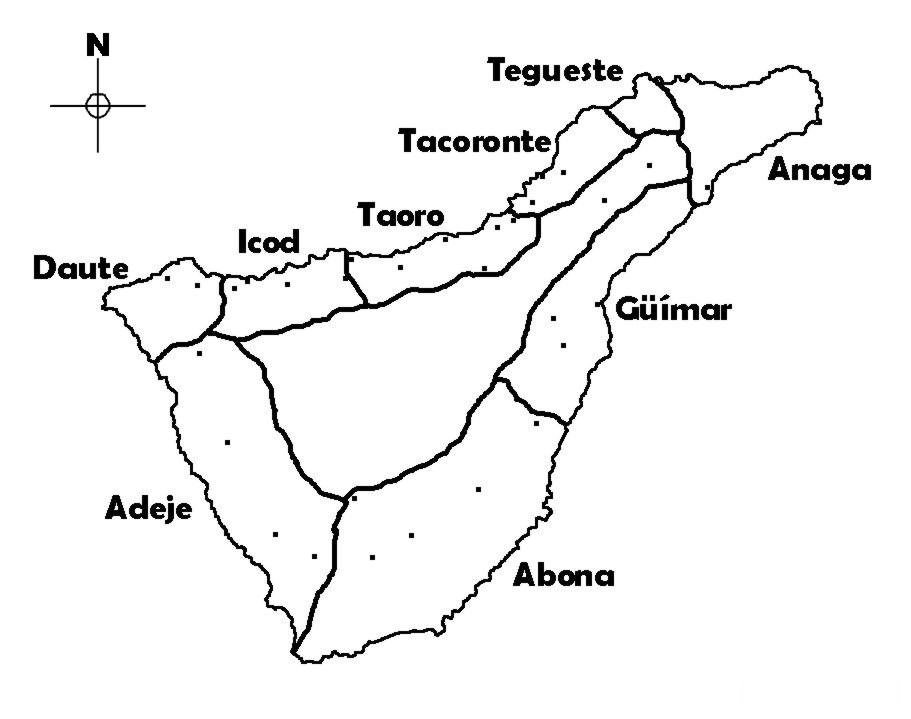
Menceyatos di Tenerife

Il Menceyato di Adeje era una delle nove demarcazioni territoriali in cui i guanci avevano diviso l'isola di Tenerife nelle isole Canarie, al momento della conquista della Corona di Castiglia nel XV secolo.
Fu situato nel sud-est dell'isola. Ha occupato i comuni di Guía de Isora, Adeje, Santiago del Teide, nonché eventualmente anche parte di Arona.
I suoi conosciuti menceyes (re guanci) erano Betzenuriya, Pelinor, Tinerfe e Sunta.